# Marshall Munetsi
Marshall Nyasha Munetsi (Bulawayo, 22 giugno 1996) è un calciatore zimbabwese, centrocampista o difensore del Wolverhampton e della nazionale zimbabwese.

## Carriera

### Club
Cresciuto calcisticamente in Sudafrica, nel 2019 passa ai francesi dello Stade Reims, con cui firma un contratto quadriennale.
Gioca al Reims per quattro stagioni e mezza, infatti il 3 febbraio 2025 viene acquistato a titolo definitivo dal Wolverhampton.

### Nazionale
Nel 2018 ha esordito in nazionale; nel 2019 ha partecipato alla Coppa d'Africa.

## Statistiche

### Presenze e reti nei club
Statistiche aggiornate al 3 febbraio 2025.
| Stagione               | Squadra                | Campionato             | Campionato | Campionato | Coppe nazionali | Coppe nazionali | Coppe nazionali | Coppe continentali | Coppe continentali | Coppe continentali | Altre coppe | Altre coppe | Altre coppe | Totale | Totale |
| Stagione               | Squadra                | Comp                   | Pres       | Reti       | Comp            | Pres            | Reti            | Comp               | Pres               | Reti               | Comp        | Pres        | Reti        | Pres   | Reti   |
| ---------------------- | ---------------------- | ---------------------- | ---------- | ---------- | --------------- | --------------- | --------------- | ------------------ | ------------------ | ------------------ | ----------- | ----------- | ----------- | ------ | ------ |
| 2016-2017              | Baroka                 | PD                     | 26+3       | 2          | CS+CdL          | 1+2             | 0+1             | -                  | -                  | -                  | -           | -           | -           | 32     | 1      |
| 2017-2018              | Orlando Pirates        | PD                     | 12         | 0          | CS+CdL          | 2+0             | 0+0             | -                  | -                  | -                  | -           | -           | -           | 14     | 0      |
| 2018-2019              | Orlando Pirates        | PD                     | 16         | 0          | CS+CdL          | 0+3             | 0+0             | CCL                | 4                  | 0                  | MTN8        | 0           | 0           | 23     | 0      |
| Totale Orlando Pirates | Totale Orlando Pirates | Totale Orlando Pirates | 28         | 0          |                 | 5               | 0               |                    | 4                  | 0                  |             | 0           | 0           | 37     | 0      |
| 2019-2020              | Stade Reims            | L1                     | 17         | 0          | CF+CdL          | 1+3             | 0+0             | -                  | -                  | -                  | -           | -           | -           | 21     | 0      |
| 2020-2021              | Stade Reims            | L1                     | 27         | 1          | CF              | 1               | 0               | UEL                | 2                  | 0                  | -           | -           | -           | 30     | 1      |
| 2021-2022              | Stade Reims            | L1                     | 24         | 5          | CF              | 0               | 0               | -                  | -                  | -                  | -           | -           | -           | 24     | 5      |
| 2022-2023              | Stade Reims            | L1                     | 34         | 7          | CF              | 2               | 0               | -                  | -                  | -                  | -           | -           | -           | 36     | 7      |
| 2023-2024              | Stade Reims            | L1                     | 27         | 4          | CF              | 0               | 0               | -                  | -                  | -                  | -           | -           | -           | 27     | 4      |
| 2024-gen. 2025         | Stade Reims            | L1                     | 19         | 4          | CF              | 2               | 0               | -                  | -                  | -                  | -           | -           | -           | 21     | 4      |
| Totale Stade Reims     | Totale Stade Reims     | Totale Stade Reims     | 148        | 21         |                 | 9               | 0               |                    | 2                  | 0                  |             | -           | -           | 159    | 21     |
| gen.-giu. 2025         | Wolverhampton          | PL                     | 0          | 0          | FACup+EFLCup    | 0+0             | 0               | -                  | -                  | -                  | -           | -           | -           | 0      | 0      |
| Totale carriera        | Totale carriera        | Totale carriera        | 205        | 23         |                 | 17              | 1               |                    | 6                  | 0                  |             | -           | -           | 228    | 24     |

### Cronologia presenze e reti in nazionale
| Cronologia completa delle presenze e delle reti in nazionale ― Zimbabwe | Cronologia completa delle presenze e delle reti in nazionale ― Zimbabwe | Cronologia completa delle presenze e delle reti in nazionale ― Zimbabwe | Cronologia completa delle presenze e delle reti in nazionale ― Zimbabwe | Cronologia completa delle presenze e delle reti in nazionale ― Zimbabwe | Cronologia completa delle presenze e delle reti in nazionale ― Zimbabwe | Cronologia completa delle presenze e delle reti in nazionale ― Zimbabwe | Cronologia completa delle presenze e delle reti in nazionale ― Zimbabwe |
| Data                                                                    | Città                                                                   | In casa                                                                 | Risultato                                                               | Ospiti                                                                  | Competizione                                                            | Reti                                                                    | Note                                                                    |
| ----------------------------------------------------------------------- | ----------------------------------------------------------------------- | ----------------------------------------------------------------------- | ----------------------------------------------------------------------- | ----------------------------------------------------------------------- | ----------------------------------------------------------------------- | ----------------------------------------------------------------------- | ----------------------------------------------------------------------- |
| 21-3-2018                                                               | Ndola                                                                   | Zambia                                                                  | 2 – 2 dts (7 – 6 dtr)                                                   | Zimbabwe                                                                | Amichevole                                                              | -                                                                       |                                                                         |
| 24-3-2018                                                               | Ndola                                                                   | Zimbabwe                                                                | 2 – 2 dts (4 – 6 dtr)                                                   | Angola                                                                  | Amichevole                                                              | -                                                                       |                                                                         |
| 9-9-2018                                                                | Brazzaville                                                             | Rep. del Congo                                                          | 1 – 1                                                                   | Zimbabwe                                                                | Qual. Coppa d'Africa 2019                                               | -                                                                       |                                                                         |
| 13-10-2018                                                              | Kinshasa                                                                | RD del Congo                                                            | 1 – 2                                                                   | Zimbabwe                                                                | Qual. Coppa d'Africa 2019                                               | -                                                                       | 58’                                                                     |
| 16-10-2018                                                              | Harare                                                                  | Zimbabwe                                                                | 1 – 1                                                                   | RD del Congo                                                            | Qual. Coppa d'Africa 2019                                               | -                                                                       |                                                                         |
| 18-11-2018                                                              | Monrovia                                                                | Liberia                                                                 | 1 – 0                                                                   | Zimbabwe                                                                | Qual. Coppa d'Africa 2019                                               | -                                                                       | 8’                                                                      |
| 24-3-2019                                                               | Harare                                                                  | Zimbabwe                                                                | 2 – 0                                                                   | Rep. del Congo                                                          | Qual. Coppa d'Africa 2019                                               | -                                                                       |                                                                         |
| 8-6-2019                                                                | Asaba                                                                   | Nigeria                                                                 | 0 – 0                                                                   | Zimbabwe                                                                | Amichevole                                                              | -                                                                       | 84’                                                                     |
| 21-6-2019                                                               | Il Cairo                                                                | Egitto                                                                  | 1 – 0                                                                   | Zimbabwe                                                                | Coppa d'Africa 2019 - 1º turno                                          | -                                                                       |                                                                         |
| 26-6-2019                                                               | Il Cairo                                                                | Uganda                                                                  | 1 – 1                                                                   | Zimbabwe                                                                | Coppa d'Africa 2019 - 1º turno                                          | -                                                                       | 65’                                                                     |
| 30-6-2019                                                               | Il Cairo                                                                | Zimbabwe                                                                | 0 – 4                                                                   | RD del Congo                                                            | Coppa d'Africa 2019 - 1º turno                                          | -                                                                       | 70’                                                                     |
| 5-9-2019                                                                | Gibuti                                                                  | Somalia                                                                 | 1 – 0                                                                   | Zimbabwe                                                                | Qual. Mondiali 2022                                                     | -                                                                       |                                                                         |
| 10-9-2019                                                               | Bulawayo                                                                | Zimbabwe                                                                | 3 – 1                                                                   | Somalia                                                                 | Qual. Mondiali 2022                                                     | 1                                                                       | 52’                                                                     |
| 14-11-2019                                                              | Harare                                                                  | Zimbabwe                                                                | 0 – 0                                                                   | Botswana                                                                | Qual. Coppa d'Africa 2021                                               | -                                                                       |                                                                         |
| 19-11-2019                                                              | Lusaka                                                                  | Zambia                                                                  | 1 – 2                                                                   | Zimbabwe                                                                | Qual. Coppa d'Africa 2021                                               | -                                                                       |                                                                         |
| 3-9-2021                                                                | Harare                                                                  | Zimbabwe                                                                | 0 – 0                                                                   | Sudafrica                                                               | Qual. Mondiali 2022                                                     | -                                                                       |                                                                         |
| 7-9-2021                                                                | Bahar Dar                                                               | Etiopia                                                                 | 1 – 0                                                                   | Zimbabwe                                                                | Qual. Mondiali 2022                                                     | -                                                                       | 78’                                                                     |
| 9-10-2021                                                               | Kumasi                                                                  | Ghana                                                                   | 3 – 1                                                                   | Zimbabwe                                                                | Qual. Mondiali 2022                                                     | -                                                                       | 83’                                                                     |
| 15-11-2023                                                              | Butare                                                                  | Ruanda                                                                  | 1 – 1                                                                   | Zimbabwe                                                                | Qual. Mondiali 2026                                                     | -                                                                       |                                                                         |
| 19-11-2023                                                              | Butare                                                                  | Zimbabwe                                                                | 1 – 1                                                                   | Nigeria                                                                 | Qual. Mondiali 2026                                                     | -                                                                       |                                                                         |
| 23-3-2024                                                               | Lusaka                                                                  | Zambia                                                                  | 2 – 2 dts (7 – 8 dtr)                                                   | Zimbabwe                                                                | Amichevole                                                              | -                                                                       |                                                                         |
| 26-3-2024                                                               | Harare                                                                  | Zimbabwe                                                                | 1 – 3                                                                   | Kenya                                                                   | Amichevole                                                              | -                                                                       |                                                                         |
| 7-6-2024                                                                | Johannesburg                                                            | Zimbabwe                                                                | 0 – 2                                                                   | Lesotho                                                                 | Qual. Mondiali 2026                                                     | -                                                                       | cap. 64’                                                                |
| 11-6-2024                                                               | Bloemfontein                                                            | Sudafrica                                                               | 3 – 1                                                                   | Zimbabwe                                                                | Qual. Mondiali 2026                                                     | -                                                                       | cap.                                                                    |
| 6-9-2024                                                                | Kira                                                                    | Kenya                                                                   | 0 – 0                                                                   | Zimbabwe                                                                | Qual. Coppa d'Africa 2025                                               | -                                                                       | cap.                                                                    |
| 10-9-2024                                                               | Kampala                                                                 | Zimbabwe                                                                | 0 – 0                                                                   | Camerun                                                                 | Qual. Coppa d'Africa 2025                                               | -                                                                       | cap. 38’                                                                |
| 10-10-2024                                                              | Windhoek                                                                | Namibia                                                                 | 0 – 1                                                                   | Zimbabwe                                                                | Qual. Coppa d'Africa 2025                                               | -                                                                       |                                                                         |
| 14-10-2024                                                              | Johannesburg                                                            | Zimbabwe                                                                | 3 – 1                                                                   | Namibia                                                                 | Qual. Coppa d'Africa 2025                                               | -                                                                       | cap.                                                                    |
| 15-11-2024                                                              | Harare                                                                  | Zimbabwe                                                                | 1 – 1                                                                   | Kenya                                                                   | Qual. Coppa d'Africa 2025                                               | -                                                                       |                                                                         |
| 25-3-2025                                                               | Uyo                                                                     | Nigeria                                                                 | 1 – 1                                                                   | Zimbabwe                                                                | Qual. Mondiali 2026                                                     | -                                                                       | 73’                                                                     |
| Totale                                                                  |                                                                         | Presenze                                                                | 30                                                                      |                                                                         | Reti                                                                    | 1                                                                       |                                                                         |